# Тадж-е Довлатшаг
Тадж-е Довлатшаг (перс. تاج دولتشاه) — село в Ірані, у дегестані Нагр-е Міян, у бахші Заліян, шагрестані Шазанд остану Марказі. За даними перепису 2006 року, його населення становило 88 осіб, що проживали у складі 31 сім'ї.

## Клімат
Середня річна температура становить 10,78°C, середня максимальна – 30,32°C, а середня мінімальна – -12,15°C. Середня річна кількість опадів – 281 мм.
| Клімат поселення                              | Клімат поселення | Клімат поселення | Клімат поселення | Клімат поселення | Клімат поселення | Клімат поселення | Клімат поселення | Клімат поселення | Клімат поселення | Клімат поселення | Клімат поселення | Клімат поселення | Клімат поселення |
| Показник                                      | Січ.             | Лют.             | Бер.             | Квіт.            | Трав.            | Черв.            | Лип.             | Серп.            | Вер.             | Жовт.            | Лист.            | Груд.            |                  |
| Середній максимум, °C                         | 5,18             | 7,32             | 11,62            | 18,22            | 23,38            | 28,48            | 30,25            | 30,32            | 25,22            | 18,80            | 11,94            | 6,49             |                  |
| Середня температура, °C                       | −3,47            | −1,36            | 2,93             | 9,55             | 14,72            | 19,80            | 24,27            | 24,35            | 19,26            | 12,83            | 5,99             | 0,54             |                  |
| Середній мінімум, °C                          | −12,15           | −10,02           | −5,74            | 0,88             | 6,04             | 11,12            | 18,33            | 18,39            | 13,30            | 6,87             | 0,03             | −5,43            |                  |
| Норма опадів, мм                              | 43               | 38               | 51               | 38               | 33               | 7                | 1                | 1                | 0                | 6                | 25               | 38               |                  |
| Середньомісячна швидкість вітру, м/с          | 1.21             | 1.90             | 2.65             | 2.87             | 2.72             | 2.35             | 2.28             | 2.46             | 2.24             | 1.98             | 1.80             | 1.23             |                  |
| Середньомісячна сонячна радіація, кДж/м²·день | 9523             | 12645            | 15184            | 18401            | 22318            | 27037            | 25910            | 24082            | 21367            | 15960            | 11199            | 9212             |                  |
| --------------------------------------------- | ---------------- | ---------------- | ---------------- | ---------------- | ---------------- | ---------------- | ---------------- | ---------------- | ---------------- | ---------------- | ---------------- | ---------------- | ---------------- |
| Джерело:                                      |                  |                  |                  |                  |                  |                  |                  |                  |                  |                  |                  |                  |                  |